# Artem Butskyj
Artem Vjatjeslavovytj Butskyj (ukrainska: Артем Вячеславович Буцький), född 24 augusti 1981, Poltava, Ukrainska SSR, Sovjetunionen är en ukrainsk före detta basketspelare. Butskyj var guard i Ukrainas landslag och i det ukrainska klubblaget Sumihimprom Sumy. Han spelade tidigare i BK Tjerkasy Monkeys.